# Persone di cognome Smith/Calciatori
| Questa pagina contiene informazioni ricavate automaticamente dalle voci biografiche con l'ausilio del template Bio e di un bot. L'aggiornamento è periodico e automatico e ricostruisce completamente la pagina. Se manca una persona in questa lista, sei pregato di non aggiungerla, ma accertati piuttosto che la sua voce biografica contenga il template Bio e che i dati anagrafici siano correttamente compilati. Se il template Bio manca, inseriscilo tu stesso o, in alternativa, metti l'avviso {{tmp\|Bio}} che ne segnala la mancanza. Se i dati riportati sono sbagliati, correggi direttamente la voce biografica; le modifiche saranno visibili in questa lista entro pochi giorni. Per chiarimenti vedi il progetto antroponimi. La lista contiene solo le 75 persone che sono citate nell'enciclopedia e per le quali è stato implementato correttamente il template Bio. Pagina aggiornata al 23 lug 2025. |

Questa è una lista di persone presenti nell'enciclopedia che hanno il cognome Smith e sono calciatori.

## A(7)
- Adam James Smith, calciatore inglese (Londra, n. 1991)
- Alan Smith, ex calciatore inglese (Bromsgrove, n. 1962)
- Alan Smith, calciatore inglese (Newcastle upon Tyne, n. 1921 - East Sussex, † 2019)
- Alex Smith, calciatore scozzese (Darvel, n. 1876 - † 1954)
- Andy Smith, ex calciatore nordirlandese (Lisburn, n. 1980)
- Apisai Smith, calciatore figiano (n. 1983)
- Ariagner Smith, calciatore nicaraguense (Somoto, n. 1998)

## B(2)
- Blake Smith, ex calciatore statunitense (Boerne, n. 1991)
- Brad Smith, calciatore australiano (Penrith, n. 1994)

## C(4)
- Cammy Smith, calciatore scozzese (Balmedie, n. 1995)
- Kareem Smith, calciatore trinidadiano (Boston, n. 1985)
- Charles Eastlake Smith, calciatore inglese (Colombo, n. 1850 - † 1917)
- Connor Smith, calciatore scozzese (n. 2002)

## D(4)
- Daan Smith, calciatore olandese (Schiedam, n. 1992)
- David Smith, calciatore scozzese (Glasgow, n. 1993)
- Denis Smith, ex calciatore e allenatore di calcio inglese (Meir, n. 1947)
- Dylan Smith, calciatore scozzese (Inverness, n. 2006)

## E(3)
- Eduardo Smith, ex calciatore ecuadoriano (n. 1966)
- Elroy Smith, calciatore beliziano (Belmopan, n. 1981)
- Eric Smith, calciatore svedese (Halmstad, n. 1997)

## F(1)
- Freddie Smith, calciatore inglese (West Sleekburn, n. 1942 - Burnley, † 2020)

## G(5)
- George Arthur Smith, calciatore, allenatore di calcio e militare inglese (Londra, n. 1889 - Argonne, † 1917)
- George Smith, calciatore e allenatore di calcio inglese (Bromley, n. 1915 - Bodmin, † 1983)
- G. O. Smith, calciatore inglese (Croydon, n. 1872 - Lymington, † 1943)
- Gordon Smith, calciatore scozzese (Edimburgo, n. 1924 - North Berwick, † 2004)
- Graeme Smith, ex calciatore scozzese (Bellshill, n. 1982)

## H(2)
- Henry Smith, ex calciatore scozzese (Lanark, n. 1956)
- Herbert Smith, calciatore inglese (Witney, n. 1877 - Witney, † 1951)

## J(14)
- Jamie Smith, ex calciatore scozzese (Alexandria, n. 1980)
- James Smith, calciatore scozzese (Fordyce, n. 1844 - † 1876)
- Jim Smith, calciatore, allenatore di calcio e dirigente sportivo inglese (Sheffield, n. 1940 - Woodstock, † 2019)
- Jimmy Smith, calciatore inglese (Sheffield, n. 1930 - † 2022)
- Jarrod Smith, calciatore neozelandese (Havelock North, n. 1984)
- Javier Smith, calciatore anglo-verginiano (n. 1987)
- Jimmy Smith, ex calciatore scozzese (Glasgow, n. 1947)
- Joe Smith, calciatore inglese (Netherton, n. 1890 - † 1956)
- Joe Smith, ex calciatore scozzese (Glasgow, n. 1953)
- Johann Smith, ex calciatore statunitense (Hartford, n. 1987)
- John Smith, calciatore, rugbista a 15 e medico britannico (Mauchline, n. 1855 - Kirkcaldy, † 1937)
- Jonte Smith, ex calciatore bermudiano (Hamilton, n. 1994)
- Julian Smith, calciatore gallese
- Justin Smith, calciatore canadese (Parigi, n. 2003)

## K(5)
- Keith Smith, ex calciatore inglese (Woodville, n. 1940)
- Kevan Smith, calciatore inglese (Eaglescliffe, n. 1959)
- Khano Smith, ex calciatore e allenatore di calcio bermudiano (Paget, n. 1981)
- Korey Smith, calciatore inglese (Hatfield, n. 1991)
- Kyle Smith, calciatore statunitense (Cincinnati, n. 1992)

## L(3)
- Lewis Smith, calciatore scozzese (n. 2000)
- Liam Smith, calciatore scozzese (Dalgety Bay, n. 1996)
- Lionel Smith, calciatore inglese (Mexborough, n. 1920 - Londra, † 1980)

## M(4)
- Matt Smith, ex calciatore inglese (Birmingham, n. 1989)
- Matt Smith, calciatore inglese (Redditch, n. 1999)
- Michael Smith, calciatore nordirlandese (Monkstown, n. 1988)
- Michael Smith, calciatore inglese (Wallsend, n. 1991)

## N(1)
- Norman Smith, calciatore e allenatore di calcio inglese (Newburn, n. 1897 - Newcastle upon Tyne, † 1978)

## P(4)
- Paul Smith, ex calciatore inglese (Chester, n. 1977)
- Paul Smith, ex calciatore inglese (Epsom, n. 1979)
- Percy Smith, calciatore e allenatore di calcio inglese (Burbage, n. 1880 - Watford, † 1959)
- Peter Smith, ex calciatore e ex giocatore di calcio a 5 statunitense (n. 1963)

## R(6)
- Bobby Smith, calciatore inglese (Lingdale, n. 1933 - Enfield, † 2010)
- Raymond Smith, calciatore inglese (Evenwood, n. 1929 - † 2017)
- Renny Smith, ex calciatore austriaco (Epsom, n. 1996)
- Robert Smith, calciatore scozzese (Fordyce, n. 1848 - Chicago, † 1914)
- Bobby Smith, ex calciatore statunitense (Trenton, n. 1951)
- Ryan Craig Matthew Smith, ex calciatore inglese (Londra, n. 1986)

## S(3)
- Scott Smith, ex calciatore neozelandese (Christchurch, n. 1975)
- Stan Smith, ex calciatore bermudiano (n. 1950)
- Steven Smith, ex calciatore scozzese (Bellshill, n. 1985)

## T(6)
- Thomas Jefferson Smith, calciatore inglese (Macclesfield, n. 1990)
- Tommy Smith, calciatore inglese (Liverpool, n. 1945 - Liverpool, † 2019)
- Tommy Smith, ex calciatore inglese (Hemel Hempstead, n. 1980)
- Tommy Smith, ex calciatore inglese (Warrington, n. 1992)
- Trevor Smith, calciatore inglese (Brierley Hill, n. 1936 - † 2003)
- Trygve Smith, calciatore norvegese (n. 1892 - † 1963)

## W(1)
- Walter Smith, calciatore e allenatore di calcio scozzese (Lanark, n. 1948 - Glasgow, † 2021)